# Nouméa
Nouméa je hlavní a největší město francouzského zámořského teritoria Nová Kaledonie v Tichém oceánu. Leží na jihu největšího ostrova Grande Terre a je hlavním hospodářským a turistickým centrem Nové Kaledonie. V roce 2014 zde žilo necelých 100 000 obyvatel, včetně aglomerace pak 179 000 obyvatel. Nouméa je jedním z nejrychleji rostoucích měst v Pacifiku. Město má vlastní mezinárodní letiště La Tontouta. Velké příjmy plynou z cestovního ruchu i z pěstování tropických plodin.

## Historie

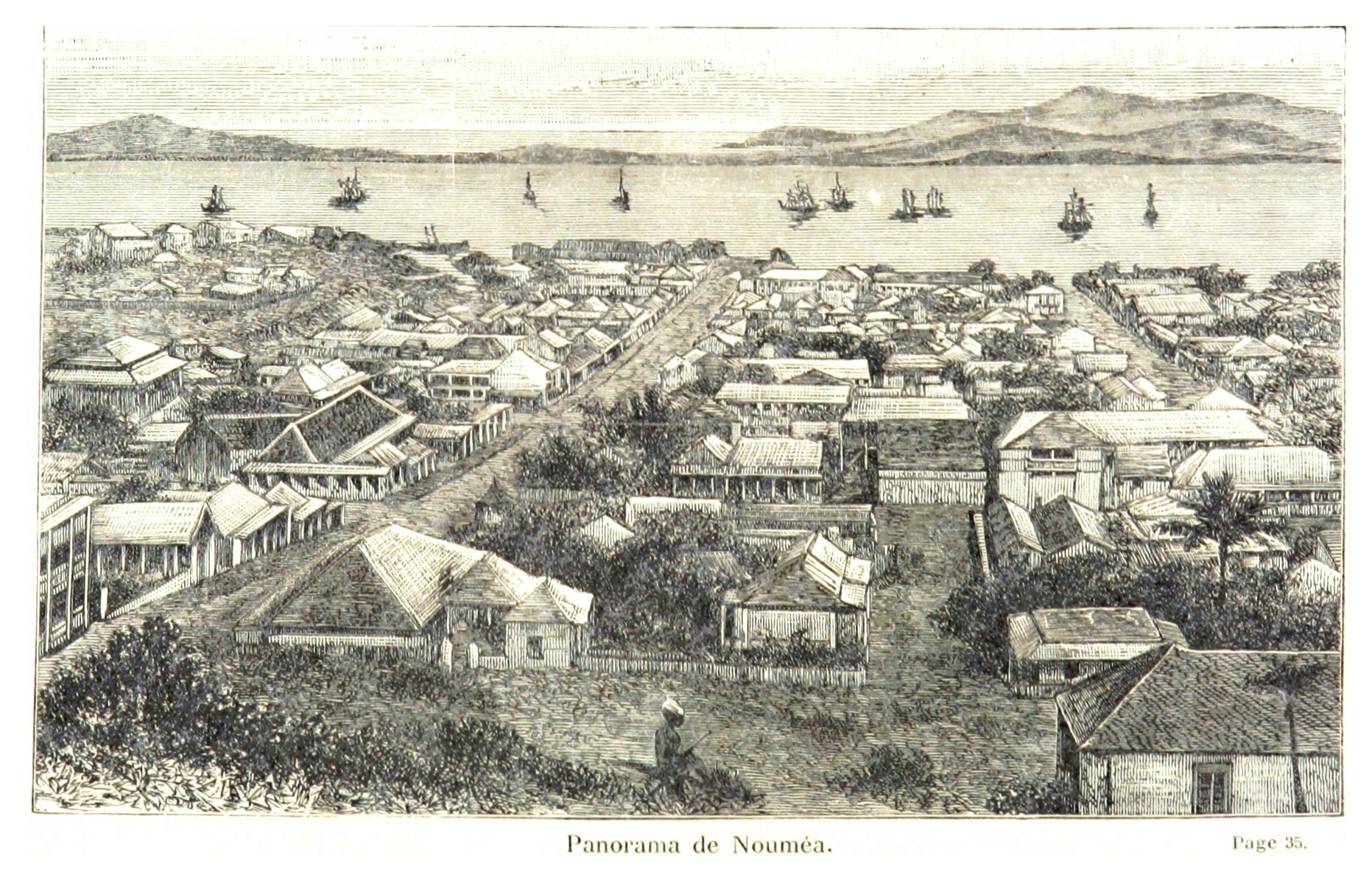
Panorama města v roce 1884

Prvním Evropanem na tomto území byl britský obchodník James Paddon v roce 1851, který založil první osadu na ostrově Nou. O dva roky později území získali Francouzi, ke 24. září 1853 je úředně ustanovili za francouzský koloniální přístav a pojmenovali Port-de-France. Za zakladatele je proto považován francouzský kapitán Louis-Marie-François Tardy de Montravel. V roce 1866 byl  přijat současný úřední  název v jazyce Kanaků Nouméa. 
Zpočátku osada sloužila hlavně jako přestupní stanoviště obchodu s otroky. Díky levným pracovním silám z trestanecké kolonie a těžbě surovin (zejména niklu) se rozrostla v prosperující průmyslové městečko. Dlouho v obyvatelstvu převažovali bílí kolonisté, Kaledonci (Caldoches) i zdejší bílí rodáci (Zoreilles).
Během 2. světové války město v letech 1942-1945 sloužilo jako základna pro americké jednotky v celém jižním Pacifiku. Velký hospodářský rozvoj, dekolonizace a "boom" turistiky v poválečné době vedly k označení města  Paříž Pacifiku nebo malá Nice. Své rezidence zde měly osobnosti kultury i politiky.

## Památky, kultura a turistické cíle

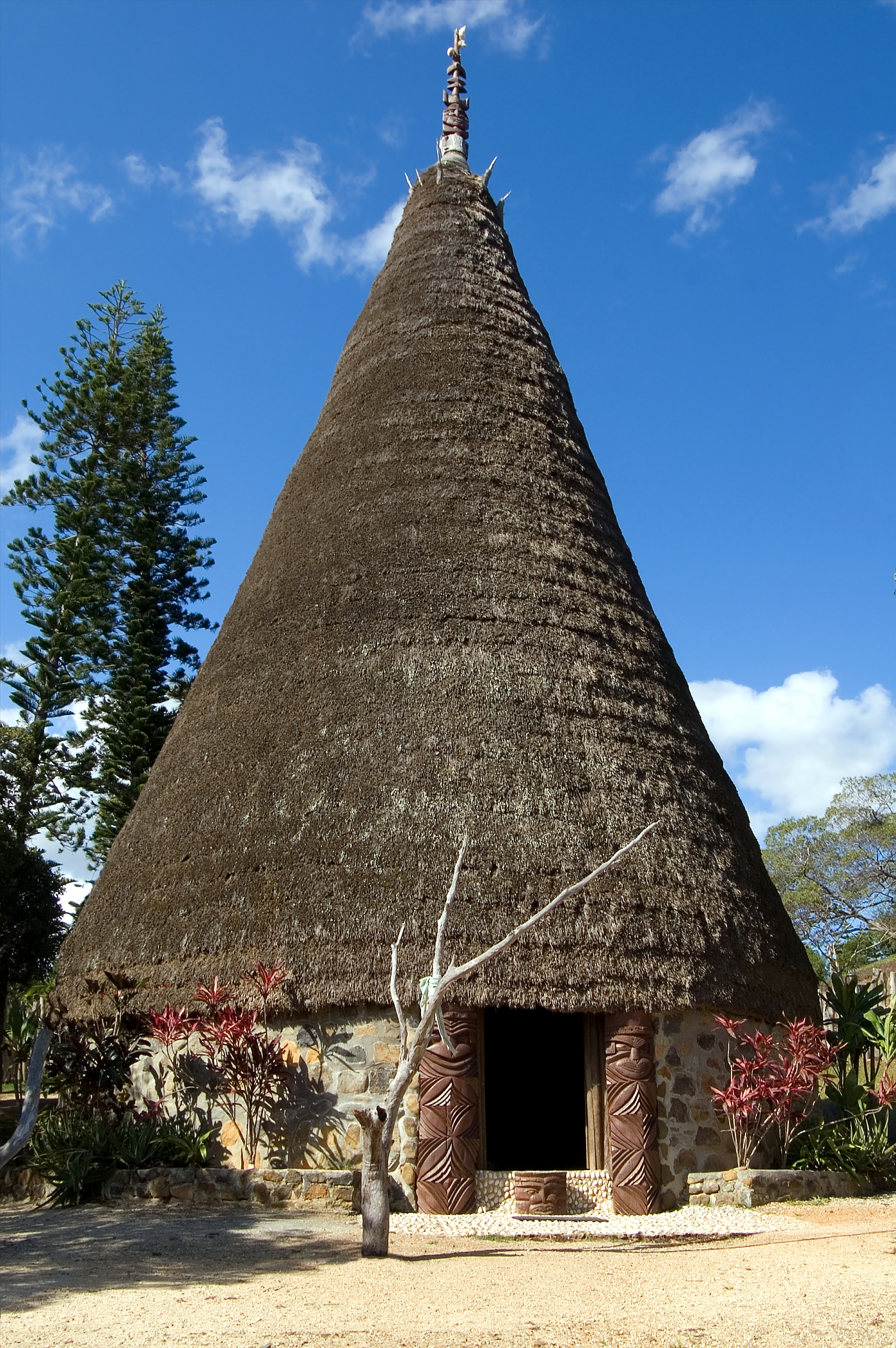
Dům Kanaků v Kulturním centru Tjibaou

- Katedrála sv. Josefa - monumentální novogotická stavba, dokončená roku 1887
- Kostel du Vœu - historizující stavba chrámu z roku 1953
- Muzea: Muzeum Nové Kaledonie, Městské muzeum, Námořní muzeum
- Kulturní centrum Tjibaou
- Karneval - koná se na přelomu srpna a září

## Vzdělání
Ve městě sídlí Univerzita Nová Kaledonie (francouzsky Université de la Nouvelle-Calédonie), která patří mezi největší v celé Oceánii. Je zde i několik středních a základních škol.

## Sport
- V září 2014 se zde konalo Mistrovství světa juniorů ve sportovním lezení, kde se český reprezentant Jan Kříž umístil na 1. místě v lezení na rychlost.
- Každoročně se zde koná profesionální tenisový turnaj mužů kategorie ITF 100.

## Osobnosti
- Colin Higgins (1941 Nouméa – 1988) - americký herec, režisér a producent
- Louise Michelová (1830-1905) - francouzská anarchistka a učitelka, byla zde vězněna
- André Laurie (1844-1909) - francouzský spisovatel

## Galerie

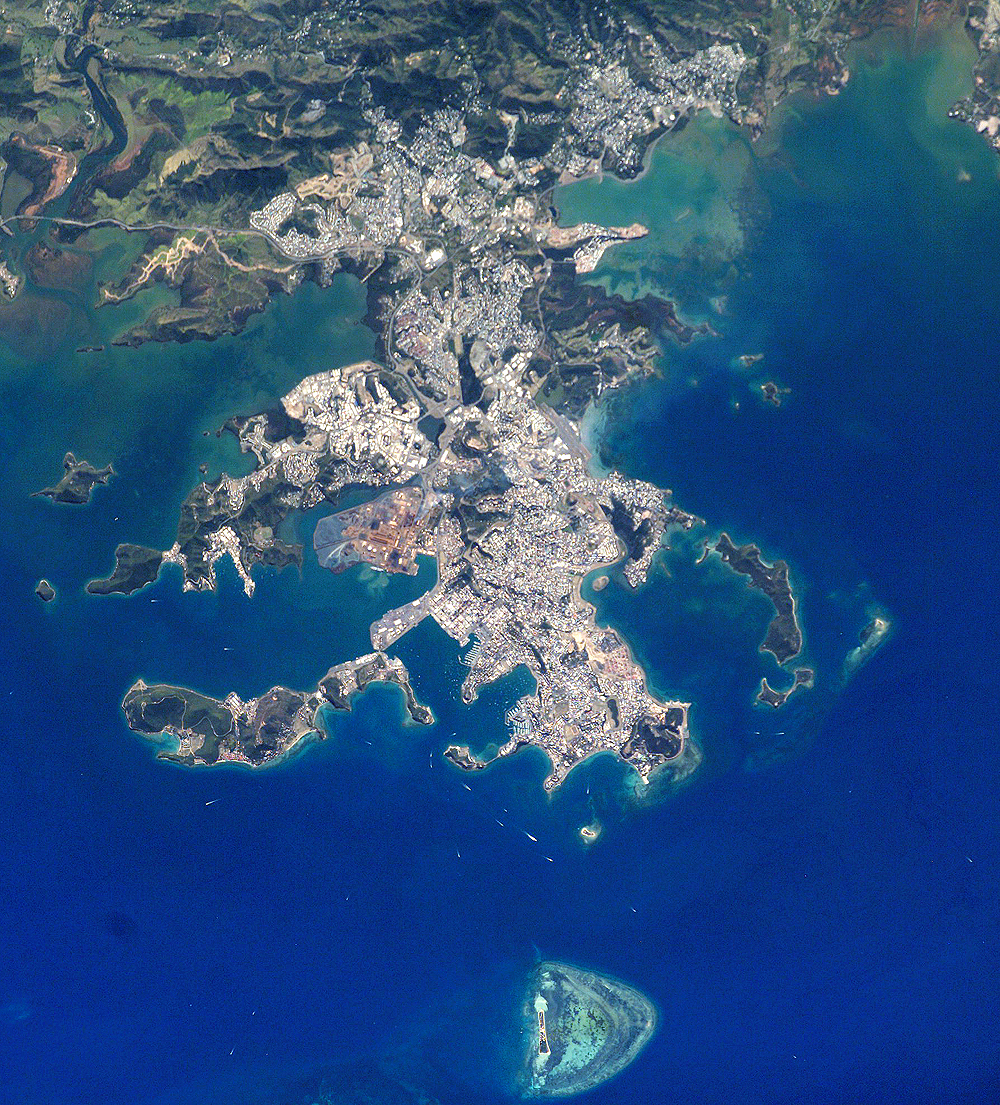
Satelitní snímek města
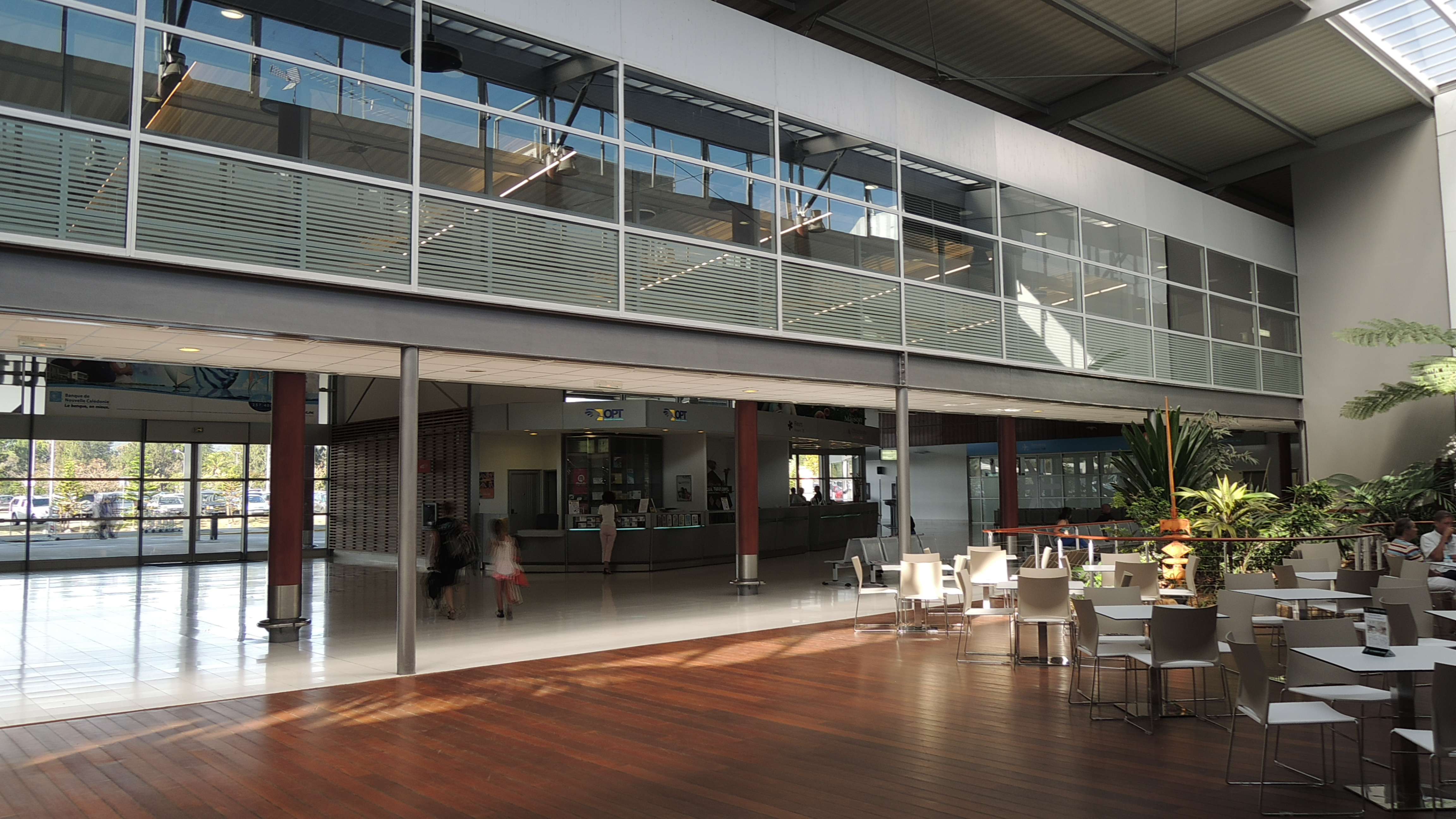
Hala letiště La Tontouta
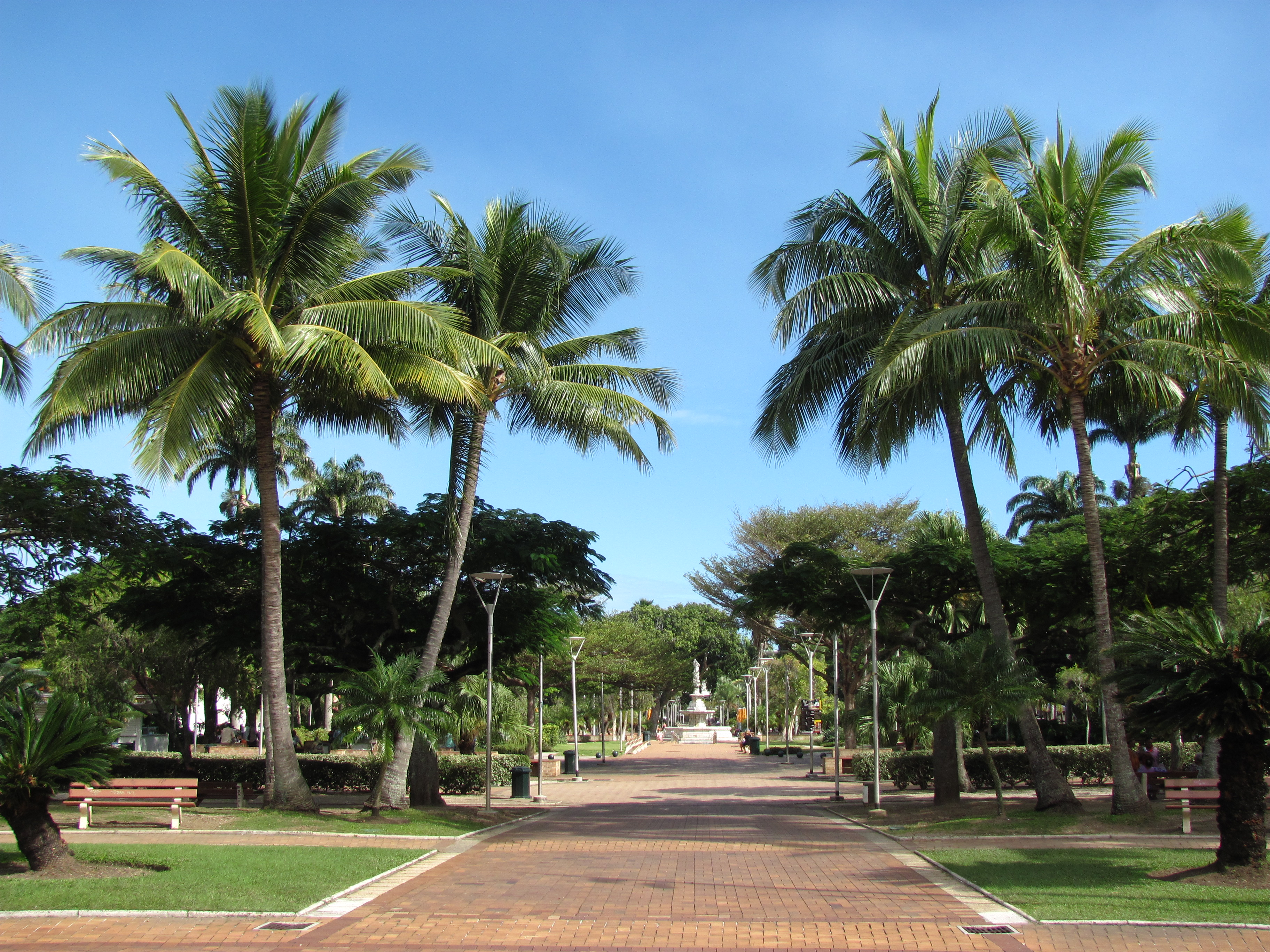
Centrum města
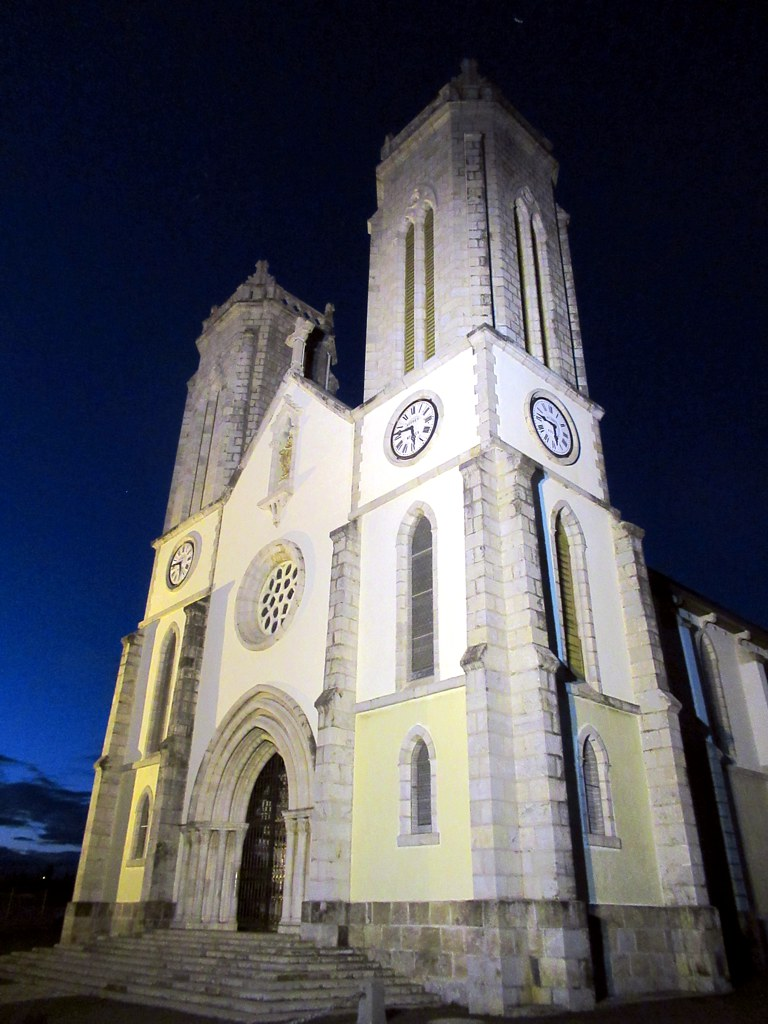
Katedrála
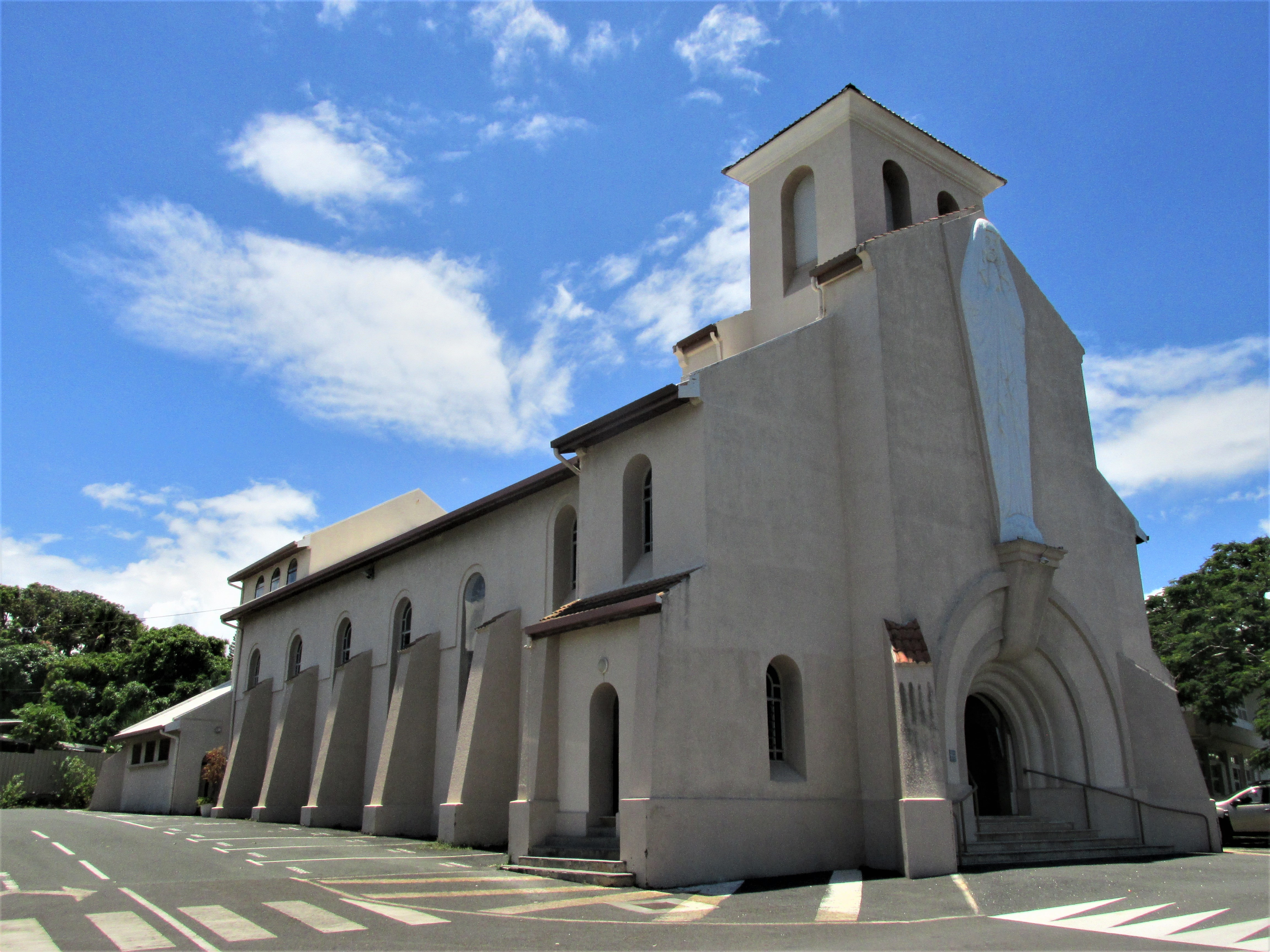
Kostel du Vœu
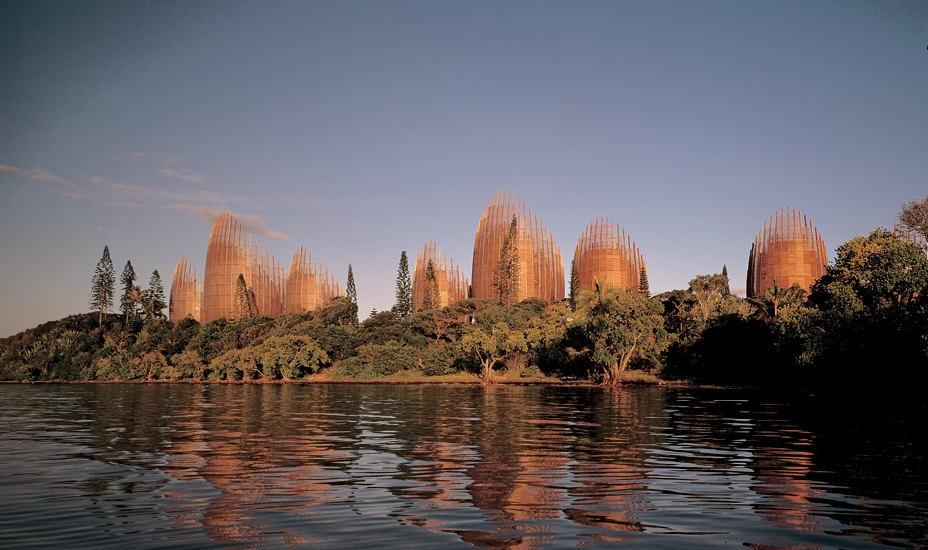
Kulturní centrum Tjibaou

## Partnerská města
- Gold Coast, Queensland, Austrálie
- Nice, Francie
- Taupo, Nový Zéland